# Paf, le chien
Cet article possède un paronyme, voir Paf le chien.
 (novembre 2017).
Si vous disposez d'ouvrages ou d'articles de référence ou si vous connaissez des sites web de qualité traitant du thème abordé ici, merci de compléter l'article en donnant les références utiles à sa vérifiabilité et en les liant à la section « Notes et références ».
Paf, le chien est une série télévisée d'animation franco-italo-belge créée par Patrick Ermosilla, réalisée par Charles Vaucelle (Saison 1), produite par Superprod et diffusée à partir du 6 novembre 2017 sur Télétoon+ puis rediffusée sur France 4 dans Les Minikeums depuis le 23 décembre 2019.
En Belgique, elle a été diffusée depuis le 3 avril 2017 sur La Trois et aux États-Unis sur Disney Channel, et au Québec depuis octobre 2017 sur le service ICI TOU.TV.
Une saison 2 est diffusée en 2020 avec 63 épisodes de 7 minutes et 4 spéciaux de 22 minutes.
La série est, à l'évidence, inspirée de la blague et du jeu vidéo Paf le chien.

## Synopsis
Les aventures de Paf, un chien astucieux, bon acrobate, qui appartient à Lola, une jeune fille gentille et adorable. Au fil des épisodes, on découvre Paf en héros sauvant plusieurs personnes, notamment Capuche, le chaton de Lola. 
Paf a pour ennemis récurrents Tank, le chien de Victor, voisin et ennemi de Lola, ainsi qu'un trio de pigeons méchants et maléfiques. D'autres ennemis sont également vus au fil des épisodes (tout comme des alliés ou amis peuvent apparaitre au fil des épisodes).
Les scènes dans lesquelles Paf affronte Tank, le trio de pigeons (les Guanos) ou d'autres ennemis sont plutôt drôles, ce qui fait le succès de la série.

## Personnages
- Paf : Vedette et personnage principal de la série, Paf est le chien de Lola. À la truffe et à un aspect de petit teckel plutôt drôle. Il présente la personnalité d'un héros puisqu'au cours de ses aventures il est amené à sauver plusieurs personnes (notamment Capuche, le chaton) révélant être un chien astucieux et bon acrobate face à ces ennemis : le trio de pigeons ou encore Tank, le chien de Victor.

- Capuche : Il est le chaton de Lola. Contrairement à Paf, il n'est pas hyper-actif mais plutôt discret. Il a de fines moustaches et porte une capuche bleu clair. Catastrophe sur patte, il se met souvent en danger, ce qui oblige Paf à venir à son secours dans nombre d'épisodes.

- Lola : Elle est la maîtresse de Paf et Capuche. C'est une petite fille pleine de gentillesse et d'affection. Elle demande très souvent à Paf quelque chose, puisqu'elle a confiance en lui. Lorsque la mission tourne au désastre ou qu'il doit s'occuper de sa mission et d'un danger en approche Paf devient un acrobate astucieux. Lola peut lui reconnaître son sauvetage (si elle l'a su), comme elle peut ne pas le lui reconnaître puisqu'elle ne l'a pas su. Elle adore ses deux compagnons : Paf et Capuche, mais elle voit Paf comme son meilleur ami.

- Victor : Il est l'antagoniste principal de la série. Voisin de Lola, il est grognard, grincheux et rarement heureux. Il adore faire des farces à Lola qu'il déteste, mais essaie aussi de l'aider pour l'impressionner. Il est aussi la plupart du temps en compétition avec Lola. Son chien Tank est tout le contraire de Paf et il lui créée donc énormément de problèmes.

- Tank : Il s'agit du chien de Victor, grognard comme son maître. C'est un grand pitbull  de garde à l'allure d'un monstre. Il est plutôt agressif envers Paf et est l'un de ses ennemis le plus récurrent. Tank est bête et possède un lapin-doudou qui est la seule chose qu'il aime par dessus tout. Il rêve de croquer Capuche et n'agit que par la force.

Les Guanos : les pigeons et personnages récurrents machiavéliques de la série. Apparaissant toujours par trois, ils sont les principaux antagonistes de la série, cruels envers Capuche (qu'ils envisagent comme un danger futur car c'est un chat). Ils sont méchants et sont les pires ennemis de Paf. Il s'agit d'un trio de pigeons de rue, indépendants et roublards. Contrairement aux autres pigeons, ils sont vils, sans cœur et cherchent par tous les moyens à nuire à Paf, à Capuche ou à d'autres personnes. 
Dans la série, il est possible de voir aussi d'autres personnages, comme une poule qui se fait quotidiennement écraser par Paf, le trio de pigeons, Tank ou tous les ennemis récurrents de Paf, sans faire exprès, deux amis de Lola : Hugo, un garçon à lunettes et Lucie, une fille a la peau mate, le père et la mère de Lola et d'autres personnages épisodiques.

## Distribution

### Voix françaises
- Kelly Marot : Lola
- Benjamin Bollen : Victor
- Cathy Cerda : Honorine
- Dorothée Pousséo
- Thomas Sagols
- Valéry Schatz
- Jean-Pierre Gernez

- Version originale
  - Société de doublage : Audi'Art Dub[3]
  - Direction artistique : Dorothée Pousséo

 Source et légende : version française (VF) sur RS Doublage

### Voix anglaises
- Kaycie Chase
- Tiffany Hofstetter
- Gaël Zaks

Sous la direction de David Gasman.

## Épisodes

### Saison 1
1. Spéléopaf
2. Vide-grenier
3. La Chenille
4. Paf ramène sa fraise
5. Attraction pas réciproque
6. Panique au véto
7. Chat sur la ville
8. Haute surveillance
9. Paf monte la garde
10. Le Malade imaginaire
11. Mille sabords
12. Piegeonnosaurus Rex
13. Œufs de Pâques
14. Ennemi invisible
15. Massage à tabac
16. Un pique-nique de tous repos
17. LOLastronaute
18. Méga gonflé
19. Meilleur ennemi
20. Projet camping sauvage
21. Paf contre le Titan
22. Maison abandonnée
23. L'Imprimante 3D
24. Museau au musée
25. La Tour infernale
26. Effet Halloween
27. Le Vrai Paf
28. La Rançon
29. Lieutenant Sandy
30. Sauvez Tank
31. Paf s’enrhume
32. Il court, il court le colis
33. Une journée de chien
34. Panique toxique
35. Un bon chien
36. Braquage à la Paf
37. Hypnopiaf
38. Star en visite
39. Le Garde du corps
40. Capuche se fait la belle
41. Les Guanos
42. Maxi golf
43. RaplaPaf
44. Un jour au musée
45. Une journée en enfer
46. Service compris
47. Peur aux trousses
48. Géo cache-cache
49. Plein les yeux
50. Tirouli
51. Pour quelques miettes de plus
52. Quel cirque !
53. Coup de puces
54. Poisson chien
55. Pompier bon œil
56. Prise de flûte à bec
57. 20 millions d’amis
58. Étoiles fuyantes
59. Pas de sieste pour Paf
60. RoboPaf
61. Écolo Paf
62. L'Arbre à chat
63. Chevalier Paf
64. Pinata party
65. La Photo
66. Preum’s
67. Lady Kawai
68. Mon chien ce héros
69. Un tour de Paf-Paf
70. Inspecteur Paf
71. Un Noël sous haute surveillance
72. Paf académie
73. La Grande alliance
74. L'Interview
75. Panique sur scène
76. Iron Paf
77. La Part du gâteau
78. Smoothie Party

### Saison 2
1. Le collector
2. Victor perd la boule
3. Le bus en cavale
4. Le puzzle sans fin
5. Un goûter presque parfait
6. Le sandwich
7. Guanos et Juliette
8. Le blues de Tank
9. Un après-midi au musée
10. Trois oiseaux et un couffin
11. La médaille
12. Roulade sous les étoiles
13. Sans un bruit
14. Vaudou
15. Assis debout couché
16. Kung-fu hamster
17. Page envolée
18. Guanozilla
19. Furret-sitting
20. Domotic-toc
21. Le masque
22. Livraison express
23. L’amnésie de Tank
24. La trottinette guano
25. Recyclage à gogo
26. Tout pour Justin
27. Amitiés contrariées
28. La recrue
29. Accro mais pas trop
30. L’objet de la honte
31. C’est le tiki de qui
32. Relax Paf
33. La course de caisse à savon
34. La carte au trésor
35. Mama Guano
36. Bague à part
37. Bazar dans la chambre
38. La cabane parfaite
39. Tout pour Lola
40. Allez Paf
41. Westermites
42. Le jouet préféré
43. À jeun sinon rien
44. Le potager
45. La patte au collier
46. Du Paf sur la planche
47. Enfermées au musée
48. Peur du noir
49. Diorama drame
50. Le devoir de géometrie
51. Cachette dans les égoûts
52. Paf ne manque pas de souffle
53. Dernière minute
54. Panique au bowling
55. Mission pompon
56. Le Noël de Paf
57. Un chien pas comme les autres

## Spin-off sur Capuche
Ces spin-off durent 1 minute 47 secondes et se centrent sur le chaton gaffeur de la série: Capuche!
| Saison 2 – Spin-off sur Capuche: | Titre des épisodes: |
| 1                                | Robochat            |
| 2                                | Tout baigne         |
| 3                                | Gourmet             |
| 4                                | Poisson chaton      |
| 5                                | Le début de la faim |
| 6                                | Enfermés dehors     |
| 7                                | La chasse           |
| 8                                | Chaton Grenouille   |
| 9                                | Le Cabanon          |
| 10                               | Sieste au soleil    |